# Opao
Opao är ett Trans-Nya Guineaspråk som talas i Papua Nya Guinea. Några exempel på ord är haela (person), ora (jag), och siahuela (alla).